# Liste deutscher Konsuln in Jerusalem, Jaffa, Haifa und Eilat
Die Liste umfasst Konsuln in Jerusalem, Jaffa, Haifa und Eilat, die deutsche Staaten vertraten bzw. vertreten. Preußen, der Norddeutsche Bund und danach das Deutsche Reich unterhielten konsularische Vertretungen im Heiligen Land, deren Konsularbezirke im Osmanischen Reich, in Mandats-Palästina lagen bzw. heute in Jerusalem oder Israel liegen. Dem Konsulat (ab 1913 Generalkonsulat) in Jerusalem unterstanden Vizekonsulate (ab 1914 Konsulate) in Jaffa und Haifa. Aufgabe der Konsulate war die Vertretung deutscher Bürger und der Interessen der Entsendestaaten im jeweiligen Konsularbezirk. Da das Dritte Reich den Zweiten Weltkrieg gegen einen Verbündeten Britanniens begann, schlossen die Konsulate 1939 im britisch verwalteten Palästina. 1965 knüpften das 1948 gegründete Israel und die 1949 gegründete Bundesrepublik Deutschland offiziell diplomatische Beziehungen. Seither besteht eine deutsche Botschaft in Tel Aviv. Später entstanden auch die nachgeordneten Honorarkonsulate in Haifa und Eilat.

## Liste der Konsuln in Jerusalem ab 1842
Das Konsulat (ab 1913 Generalkonsulat) in Jerusalem befand sich in der Straße der Propheten 57 (hebräisch רחוב הנביאים; Rĕchōv haNĕvī'īm) Ecke Wallenbergstraße. Der Bau besteht seit 1947 nicht mehr.

### Konsuln Preußens
Bevor die Vertretung in Jerusalem 1845 zum Konsulat erhoben wurde, war sie ein Vizekonsulat der preußischen Konsuln in  Beirut. Gelegentlich ehrte das preußische Ministerium der auswärtigen Angelegenheiten Konsuln durch den persönlichen Titel Generalkonsul.
- 1842–1845: Ernst Gustav Schultz als Vizekonsul[2]
- 1845–1851: Ernst Gustav Schultz als Konsul von Jerusalem
- 1852–1867: Georg Rosen[2]
- 1867–1869: Prof. Julius Petermann[2]

### Konsuln des Norddeutschen Bundes
1869 übernahm das Auswärtige Amt des Norddeutschen Bundes die preußischen Konsulate.
- 1869–1871: Georg von Alten (1815–1882); bis 21. Juni 1871 für den Norddeutschen Bund, persönlich im Range eines Generalkonsuls.[3] Er war auch geheimer Legationsrat. Häufig wird er dabei fälschlich mit seinem Verwandten Viktor von Alten verwechselt.[4]

### Konsuln und Generalkonsuln des Deutschen Reichs
Am 22. Juni 1871 ging das Norddeutsche Konsulat ans neue Reich über. Gelegentlich ehrte das Auswärtige Amt Konsuln durch den persönlichen Titel Generalkonsul. Ab 1913 trugen die Chefs der Missionen aber qua Amt den Titel Generalkonsul. Mit der britischen Eroberung Jerusalems 1917 schloss das Generalkonsulat. Und mit der deutschen Niederlage 1918 verzögerte sich die Wiederöffnung bis 1925.
- 1871–1873: Georg von Alten (ab 22. Juni 1871 für Deutschland), persönlich im Range eines Generalkonsuls
- 1873–1874: Otto Kersten, kommissarisch
- 1874–1881: Thankmar von Münchhausen[4]
- 1881–1885: Julius Reitz[4]
- 1886–1899: Paul Andreas von Tischendorf (1847–1914), ab 1898 persönlich im Range eines Generalkonsuls[4]
- 1899–1900: Friedrich Rosen[4]
- 1901–1916: Edmund Schmidt (1855–1916),[4] ab 1914 qua Amt als Generalkonsul
- 1916–1917: Johann Wilhelm Heinrich Brode (1874–1936) kommissarisch
- 1917–1926: Das Reich übertrug die Vertretung deutscher Bürger und Interessen dem spanischen Konsulat
  - 1921–1926: Karl Kapp (1889–1947), zunächst als deutscher Attaché im spanischen Konsulate,[5] vom 18. Dezember 1924 bis 24. Juli 1926 Vizekonsul beim Wiedereinrichten des Generalkonsulats; ab 1927 Deutscher Konsul in Bombay (Indien) und von 1936 bis 1941 Generalkonsul in Cleveland (USA).
- 1926–1932: Prof. Dr. jur. Erich August Karl Nord (1881–1935)[6] qua Amt als Generalkonsul; danach bis zum Tode Gesandter in Bangkok.
- 1933–1935: Heinrich Wolff[7]
- 1935–1939: Walter Döhle,[8] qua Amt als Generalkonsul[7]
  - 1939: Otto Eckert (1893–1960), kommissarisch als Vizekonsul
- 1939–1945: Das Reich übertrug die Vertretung deutscher Bürger und Interessen dem schweizerischen Konsulat

## Liste der Konsuln in Jaffa ab 1870
Vor der Einrichtung eines Vizekonsulates wirkten konsularische Agenten, die dem Konsulat in Beirut unterstanden. 1870 wurde die Vertretung in Jaffa zum Vizekonsulat des Konsulats in Jerusalem. 1914 wurde die Vertretung in Jaffa zum Konsulat unter dem Generalkonsulat in Jerusalem. Mit der britischen Eroberung Jaffas im November 1917 schloss das Konsulat in Jaffa und verlagerte die Geschäfte nach Haifa. Der Konsularbezirk wird in The London Gazette vom 23. Dezember 1932 wie folgt umschrieben: Tel Aviv, Jaffa und die Küste südwärts incl. Ghazzah mit dem Hinterland einschließlich Lydda, Ramleh, Sarona, Tulkarm und Wilhelma.

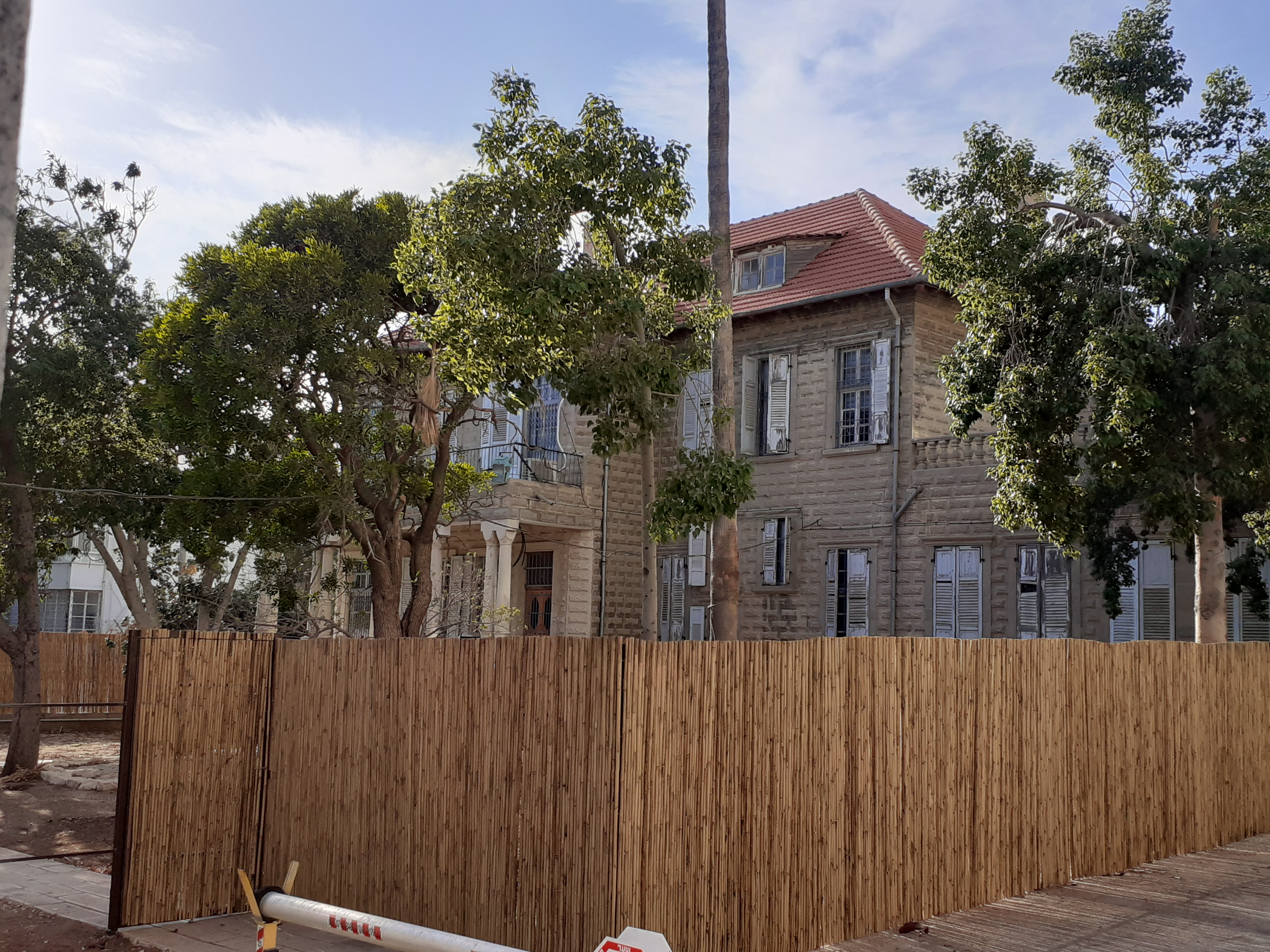
Ehemaliges Konsulat Jaffa, Tel Aviv, 1913–1915 erbaut von Baurat Karl Appel.

- 1870–1897: Simeon Serapion Murad[4][11] (1822–1894)[12]
- 1897–1901: Edmund Schmidt[4] (1855–1916)[12]
- 1901–1905: Eugen Büge (1859–1936)[4]
- 1905–1908: Walter Rößler[4]
- 1908–1910: Vakanz (?)
- 1910–1916: Johann Wilhelm Heinrich Brode (1874–1936), bis 1911 kommissarisch, dann als Vizekonsul, ab 1914 als Konsul[13]
- 1916–1917: Karl Emil Schabinger von Schowingen[14]
- 1917–1926: Deutsches Konsulat in Jaffa geschlossen
- 1926–1932: ?
- 1932–1939: Timotheus Wurst (1874–1961)

## Liste der Konsuln in Haifa ab 1877
Der neue Konsularbezirk Haifas gehörte vor 1872 zum Amtsbereich des deutschen Generalkonsulats Beirut. Zunächst ein Vizekonsulat, dem Jerusalemer Konsulat nachgeordnet, wurde Haifa 1914 zum Konsulat, nachdem Jerusalem 1913 zum Generalkonsulat erhoben worden war. Das Konsulat Haifa schloss mit der britischen Eroberung Haifas am 23. September 1918. Der Konsularbezirk wird in The London Gazette vom 25. März 1938 wie folgt umschrieben: Haifa und sein Hinterland einschließlich Akko, Bosra, Dschenin, Nazareth, Safed und Tiberias. Die deutsche Botschaft in Israel bestimmte 1989 ein Honorargeneralkonsulat in Haifa.
- 1877–1878: Vakanz?
- 1878–1908: Friedrich Keller
- 1909: Theodor Georg Weber[19]
- 1909–1915: Julius Löytved-Hardegg[20][21]
- 1915–1918:
  - 1915–1917: Vakanz?
  - 1917, 10. Mai – 10. August: Hermann Hoffmann-Fölkersamb, als Verweser
  - 10. August 1917 – 2. April 1918: Graf Friedrich Werner von der Schulenburg, als Verweser
  - 1918, 2. April – 20. Juni: Kurt Ziemke, als Verweser
- 1918–1926: Kein deutsches Konsulat in Haifa
- 1926–1937: ?
- 1937–1939: Wilhelm Melchers[22]
- 1939–1989: Keine deutsche Vertretung in Haifa
- 1989 bis dato: Michael Pappe, Honorargeneralkonsul

## Liste der Konsuln in Eilat ab 2005
Ein Honorarkonsulat in Eilat öffnete nach 1965 die Pforten.
- 2005 bis dato: Barbara Pfeffer